# Kurpark Oberlaa
Kurpark Oberlaa er en park i 10. bezirk Favoriten i Wien. Parken er beliggende på bjerget Laaer Bergs sydøstskrænt ved bydelen Oberlaa og strækker sig over 860.000 m².
Parken er indrettet i flere temaområder, hvor der bl.a. findes en blomsterlabyrint, en japansk have og en "kærlighedshave". Et temaområde er også den såkaldte "filmpark", hvor en stumfilm om Sodoma og Gomorra blev optaget i 1922, og hvor denne til minde hver år bliver opført som et friluftteater.
Das Skateland er også en del, der henvender sig mod unge mennesker. Her er et 1.800 m² stort område blevet indrettet til at skate. Denne ligger lige op til en legeplads og beachvolleybanen.